# Bartini Stal-7
Die Bartini Stal-7 (auch: Stahl-7, russisch Сталь-7) war ein sowjetisches Verkehrsflugzeug der 1930er Jahre. Im Gegensatz zu anderen Typen bestand bei den „Stal“-Konstruktionen die tragende Struktur aus rostfreiem Stahl an Stelle des damals üblichen Aluminiums.

## Geschichte
Das Flugzeug wurde von Robert Bartini, einem in die Sowjetunion emigrierten italienischen Kommunisten, als Parallelentwurf zur Tupolew PS-35 entwickelt. Vorausgegangen war 1935 eine Ausschreibung zur Schaffung eines modernen Verkehrsflugzeuges für die sowjetische Zivilluftflotte. Im gleichen Jahr begannen im NII GWF die Entwurfsarbeiten. Der Typ war als freitragender Mitteldecker ausgelegt. Die Konstruktion bestand aus Stahllegierungen mit glatter Aluminiumbeplankung. Der Tragflügel erhielt als Besonderheit einen Knick nach unten, was bei Bauchlandungen die Kabine vor Bodenkontakt schützen sollte. Die Haupträder des Spornradfahrwerks fuhren in die hinteren Motorgondeln der beiden Klimow M-100-Motoren ein. Die Stal-7 sollte in der Lage sein, acht Passagiere zu befördern.
1937 erfolgte die Flugerprobung, die erfolgreich absolviert wurde. In Serie ging die Stal-7 trotzdem nicht, wie die PS-35 wurde sie wahrscheinlich wegen der zu geringen Passagierkapazität abgelehnt. Das einzige Exemplar kam bei der Aeroflot zum Einsatz. Am 28. August 1939 flog es mit der Besatzung N. P. Schebanow, W. A. Matwejew und N. A. Baikusow mit einer Durchschnittsgeschwindigkeit von 404,94 km/h auf der 5058-Kilometer-Strecke Moskau–Swerdlowsk–Sewastopol–Moskau einen Weltrekord für diese Flugzeugklasse.
Wladimir Jermolajew, ein Mitarbeiter Robert Bartinis, übernahm von der Stal-7 den Knickflügel und schuf durch Neukonstruktion des Rumpfes und des Leitwerkes das in über 300 Exemplaren gebaute Langstrecken-Bombenflugzeug Jermolajew Jer-2.

## Technische Daten
| Kenngröße             | Daten                                                     |
| --------------------- | --------------------------------------------------------- |
| Konzeption            | Schnellverkehrsflugzeug                                   |
| Konstrukteur          | Robert Bartini                                            |
| Hersteller            | Wissenschaftliches Forschungsinstitut der Zivilluftflotte |
| Baujahre              | 1936–1937                                                 |
| Besatzung             | 3                                                         |
| Passagiere            | 8                                                         |
| Länge                 | 16,00 m                                                   |
| Spannweite            | 23,00 m                                                   |
| Flügelfläche          | 72,00 m²                                                  |
| Flügelstreckung       | 7,3                                                       |
| Leermasse             | 4800 kg                                                   |
| Startmasse            | 7200 kg                                                   |
| Triebwerke            | zwei flüssigkeitsgekühlte Klimow M-100                    |
| Startleistung         | je 560 kW (ca. 760 PS)                                    |
| Höchstgeschwindigkeit | 450 km/h                                                  |
| Reisegeschwindigkeit  | 360 km/h                                                  |
| Gipfelhöhe            | 10.000 m                                                  |
| Reichweite            | max. 5000 km                                              |